# سیارک ۴۴۷۱
سیارک ۴۴۷۱ (به انگلیسی: 4471 Graculus، نامگذاری:1978VB) چهار هزار و چهارصد و هفتاد و یکمین سیارک کشف شده‌است که در ۸ نوامبر ۱۹۷۸ کشف شد.
قدر مطلق سیارک برابر ۱۲٫۳۰ است.